# L'imbroglio - The Hoax
(Clifford / Richard Gere)
L'imbroglio - The Hoax (The Hoax) è un film del 2006 diretto da Lasse Hallström e interpretato da Richard Gere. La vicenda si basa sulla reale vicenda della falsa biografia di Howard Hughes scritta da Clifford Irving. Il film è stato presentato in Italia alla prima edizione della Festa del Cinema di Roma ed è uscito nelle sale italiane il 20 ottobre 2006.

## Trama
Anni settanta: l'ambizioso scrittore Clifford Irving, stanco di vedersi costantemente rifiutati i suoi lavori e pur di essere pubblicato dall'importante casa editrice McGraw-Hill, s'inventa di aver ottenuto il consenso del celebre e inarrivabile magnate Howard Hughes ad essere l'autore della sua biografia.
La notizia desta stupore e incredulità, perché in quegli anni Hughes, divenuto una figura leggendaria dell'imprenditoria americana, con contatti tanto importanti quanto segreti sia a Hollywood sia nell'esercito e nei servizi segreti americani, vittima delle sue eccentriche manie, si era ormai da tempo auto recluso ad una vita solitaria e priva di contatti con il mondo. Per convincere gli editori dell'autenticità del rapporto con Hughes, lo scrittore Irving, spalleggiato dall'amico Dick Suskind, arriva a scrivere lettere autografe imitando perfettamente la grafia del magnate e a registrare una finta intervista, su cui basa il suo romanzo.
La prima stesura dell'opera ottiene il consenso e la piena approvazione degli editori, che ormai non dubitano più dell'autenticità dei contatti di Irving con il potente uomo d'affari. Peccato che lo stesso Hughes, con una storica telefonata trasmessa in televisione, smaschererà l'imbroglio di Irving, decretando in questo modo la sua disfatta pubblica. L'impresa dello scrittore avrà ripercussioni disastrose anche sull'amicizia con Suskind e sulla sua vita privata.

## Tema culturale
Prendendo spunto dai molti misteri che circondano la vita e la morte di Hughes, vi sono molte altre pellicole che hanno narrato vicende che lo vedono come protagonista. Tra queste, il film fantasy super-eroistico Le avventure di Rocketeer, dove il personaggio di Hughes è interpretato da Terry O'Quinn, e la commedia Una volta ho incontrato un miliardario, diretta da Jonathan Demme, in cui Hughes ha il volto di Jason Robards. Howard Hughes è stato anche ispiratore del film di Martin Scorsese The Aviator, dove il suo personaggio viene incarnato da Leonardo DiCaprio.
Il vero Clifford Irving partecipò al documentario di Orson Welles F come falso.

## Accoglienza
Il film ha avuto uno scarso successo al botteghino, non riuscendo ad eguagliare il budget iniziale di 25 milioni di dollari. La pellicola infatti guadagnò poco più di 7 milioni di dollari negli Stati Uniti e quasi 5 milioni di dollari nel resto del mondo, ricevendo pareri contrastanti da parte della critica. Venne comunque gradita l'interpretazione di Richard Gere e di Alfred Molina.

## Riconoscimenti
- 2007 - Satellite Award
  - Nomination Migliore attore in un film commedia o musicale a Richard Gere
- 2007 - London Critics Circle Film Awards
  - Nomination Migliore attore non protagonista britannico a Alfred Molina